# Cordylomera atkinsoni
Cordylomera atkinsoni là một loài bọ cánh cứng trong họ Cerambycidae.